# Arcata
Arcata je město v okresu Humboldt County ve státě Kalifornie ve Spojených státech amerických. K roku 2010 zde žilo 17 231 obyvatel. S celkovou rozlohou 28,473 km² byla hustota zalidnění 610 obyvatel na km².